# Старопокровка
Старопокро́вка (рос. Старопокровка) — присілок у складі Іжморського округу Кемеровської області, Росія.

## Населення
Населення — 58 осіб (2010; 91 у 2002).
Національний склад (станом на 2002 рік):
- росіяни — 85 %